# Bahnstrecke Benešov nad Ploučnicí–Česká Lípa
| Kursbuchstrecke (SŽ): | 086                  |                                             |                                      |
| Streckenlänge: | 20,225 km            |                                             |                                      |
| Spurweite: | 1435 mm (Normalspur) |                                             |                                      |
| Streckenklasse: | C4 (2006)            |                                             |                                      |
| Streckengeschwindigkeit: | 70 km/h              |                                             |                                      |
| |                      |                                             |                                      |
| \| \| \| von Děčín hlavní nádraží (vorm. BNB) \| \| \| \| 0,211 \| Benešov nad Ploučnicí früher Bensen \| 195 m \| \| \| \| nach Jedlová (vorm. BNB) \| \| \| \| \| Ploučnice \| \| \| \| 2,006 \| Františkovský (362 m) \| Františkovský (362 m) \| \| \| 2,794 \| Františkov nad Ploučnicí früher Franzenthal \| 220 m \| \| \| 6,750 \| Starý Šachov früher Altschakau \| 240 m \| \| \| 8,385 \| Žandov \| 240 m \| \| \| 9,462 \| Horní Police früher Pölitz-Sandau \| 240 m \| \| \| 13,177 \| Stružnice früher Straußnitz \| 245 m \| \| \| 19,200 \| Česká Lípa-Holý vrch \| 250 m \| \| \| \| von Ebersbach (Sachs) (vorm. BNB) \| \| \| \| \| Ploučnice \| \| \| \| \| von Liberec (vorm. ATE) \| \| \| \| 20,436 \| Česká Lípa früher Böhmisch Leipa \| 250 m \| \| \| \| nach Lovosice (vorm. ATE) \| \| \| \| \| nach Liberec \| \| \| \| \| nach Bakov nad Jizerou (vorm. BNB) \| \| \| \| \| \| \| \| Quellen: [1][2] \| \| \| \| |                      |                                             |                                      |
| Strecke |                      | von Děčín hlavní nádraží (vorm. BNB)        | von Děčín hlavní nádraží (vorm. BNB) |
| Bahnhof | 0,211                | Benešov nad Ploučnicí früher Bensen         | 195 m                                |
| Abzweig geradeaus und nach links |                      | nach Jedlová (vorm. BNB)                    | nach Jedlová (vorm. BNB)             |
| Brücke über Wasserlauf |                      | Ploučnice                                   | Ploučnice                            |
| Tunnel | 2,006                | Františkovský (362 m)                       | Františkovský (362 m)                |
| Bahnhof | 2,794                | Františkov nad Ploučnicí früher Franzenthal | 220 m                                |
| Haltepunkt / Haltestelle | 6,750                | Starý Šachov früher Altschakau              | 240 m                                |
| Haltepunkt / Haltestelle | 8,385                | Žandov                                      | 240 m                                |
| Bahnhof | 9,462                | Horní Police früher Pölitz-Sandau           | 240 m                                |
| Bahnhof | 13,177               | Stružnice früher Straußnitz                 | 245 m                                |
| Haltepunkt / Haltestelle | 19,200               | Česká Lípa-Holý vrch                        | 250 m                                |
| Abzweig geradeaus und von links |                      | von Ebersbach (Sachs) (vorm. BNB)           | von Ebersbach (Sachs) (vorm. BNB)    |
| Brücke über Wasserlauf |                      | Ploučnice                                   | Ploučnice                            |
| Abzweig geradeaus und ehemals von links |                      | von Liberec (vorm. ATE)                     | von Liberec (vorm. ATE)              |
| Bahnhof | 20,436               | Česká Lípa früher Böhmisch Leipa            | 250 m                                |
| Abzweig geradeaus und nach rechts |                      | nach Lovosice (vorm. ATE)                   | nach Lovosice (vorm. ATE)            |
| Abzweig geradeaus, nach links und von links |                      | nach Liberec                                | nach Liberec                         |
| Strecke |                      | nach Bakov nad Jizerou (vorm. BNB)          | nach Bakov nad Jizerou (vorm. BNB)   |
| |                      |                                             |                                      |
| Quellen: |                      |                                             |                                      |

Die Bahnstrecke Benešov nad Ploučnicí–Česká Lípa ist eine Eisenbahnverbindung in Tschechien, die ursprünglich von der k.k. priv. Böhmischen Nordbahn (BNB) errichtet und betrieben wurde. Sie zweigt in Benešov nad Ploučnicí (Bensen) von der Strecke Děčín–Jedlová ab und führt im Tal der Ploučnice nach Česká Lípa. Die Strecke ist Teil der Fernverbindung von Cheb über Ústí nad Labem nach Liberec.

## Geschichte

### Vorgeschichte und Bau
Am 6. Oktober 1865 wurde per Reichsgesetzblatt die Konzession zum Baue und Betriebe einer Locomotiveisenbahn mit der Benennung „Böhmische Nordbahn“ erteilt. Neben der Hauptverbindung von Bakow über Böhmisch Leipa nach Rumburg waren gleichzeitig auch die Strecken von Bodenbach nach Warnsdorf bzw. Böhmisch Leipa genehmigt worden. Während die Strecke Bakow–Böhmisch Leipa bis 1867 fertiggestellt wurde, verzögerte sich der Bau der Verbindungen Bodenbach–Warnsdorf, Böhmisch Leipa–Rumburg und Bodenbach–Böhmisch Leipa wegen des Deutschen Krieges allerdings um mehrere Jahre. Eröffnet wurde die Strecke am 14. Juli 1872.

### Betrieb
Nach der Verstaatlichung der BNB ging die Strecke am 1. Januar 1908 an die k.k. Staatsbahnen (kkStB) über. Nach dem Ersten Weltkrieg traten an deren Stelle die neu gegründeten Tschechoslowakischen Staatsbahnen ČSD.
Nach der Angliederung des Sudetenlandes an Deutschland im Herbst 1938 kam die Strecke zur Deutschen Reichsbahn, Reichsbahndirektion Dresden. Im Reichskursbuch war die Verbindung nun als KBS 162 Bodenbach–Böhm Leipa–Reichenberg enthalten. Nach dem Ende des Zweiten Weltkriegs kam die Strecke wieder zur ČSD.
Am 1. Januar 1993 ging die Strecke im Zuge der Auflösung der Tschechoslowakei an die neu gegründeten České dráhy (ČD) über. Seit 2003 gehört sie zum Netz des staatlichen Infrastrukturbetreibers Správa železniční dopravní cesty (SŽDC).
Die Elektrifizierung der Strecke ist im Rahmen der Dekarbonisierung des Eisenbahnbetriebs bis 2032 vorgesehen.

## Zugverkehr
(Stand: 01/2008)
Heute wird die Strecke von einer im Zweistundentakt verkehrenden Schnellzugverbindung Ústí nad Labem hlavní nádraží–Děčín hlavní nádraží–Česká Lípa hlavní nádraží–Liberec bedient. Die früher übliche Durchbindung einiger Züge von und nach Cheb wurde im Jahresfahrplan 2006/2007 aufgegeben. Nahverkehrszüge der Linie L2 in der Relation Děčín hlavní nádraží–Česká Lípa hlavní nádraží–Liberec bedienen die Strecke in einem Zweistundentakt.